# Simon Colosimo
Simon Colosimo (né le 8 janvier 1979 à Melbourne) est un footballeur australien. Il joue au poste de milieu défensif.

## Carrière en club
Colosimo signe en 1997 avec le nouveau club de National Soccer League de Carlton pour leur première année à ce niveau. 
Les clubs du Bayern de Munich et du Panathinaikos manifestent leur intérêt pour le joueur, mais une blessure au genou lui interdit de remonter sur le terrain et les acheteurs renoncent à l'achat.
Après un long moment d'absence, il est de retour du côté de South Melbourne FC pour la saison 2000/2001.
Après une année chez les Souths, il est acquis par le club anglais de Manchester City pendant une saison, puis est transféré au club belge d'Antwerpen.
En 2002, il revient en Australie et signe au Perth Glory FC pour une saison puis joue au Parramatta Power jusqu'à la fin de la saison 2004.
Puis, avec un certain nombre de joueurs australiens, il joue en Asie, dans le Championnat de Malaisie nouvellement restructuré, chez le Pahang FA, les aidant gagner le championnat 2004.
Il revient ensuite en Australie, dans la A-League. Le Perth Glory FC lui fait signer un contrat de 3 ans.
Colosimo est désigné MVP (meilleur joueur) lors de la saison 2006-2007 avec le Perth Glory FC.
En 2007, Colosimo rejoint le club turc de Sivasspor pour 4 mois avant de revenir au Perth Glory FC pour le début de la saison 2007-2008. Il devient en parallèle le capitaine du Perth Glory FC.
Après la fin de son contrat au Perth Glory FC, il décide d'aller jouer avec le club du Sydney FC pour la saison 2008.
En 2010, il s'engage en faveur du Melbourne Heart FC. Son contrat n'est pas renouvelé en avril 2013.

## Palmarès
- Vainqueur de la Coupe d'Océanie en 2000 et 2004 avec l'Australie
- Champion d'Australie en 2003 avec Perth Glory et en 2010 avec le Sydney FC